# Marie Baierlein
Marie Baierlein (* 22. Januar 1869 in Vilseck; † nach 1913) war eine deutsche Schriftstellerin.

## Leben
Baierlein wurde als älteste Tochter des Schriftstellers Joseph Baierlein in der Oberpfalz geboren. Im Alter von fünf Jahren zog sie mit ihren Eltern in die Schweiz, wo sie eine gute Erziehung erhielt. Ihre Mutter starb, als Baierlein 19 Jahre alt war. Sie übernahm deren Stelle im Haushalt und kümmerte sich in den folgenden Jahren um ihre jüngeren Geschwister.
Literarisch trat sie mit Jugenderzählungen in Erscheinung, die unter anderem im Neuen deutschen Jugendfreund abgedruckt wurden. Um 1913 lebte Baierlein in Aschaffenburg.

## Werke
- Ein gutes Werk, Ein Schicksal. 2 Novellen. Hillger, Berlin/Eisenach/Leipzig 1903.
- Die Kopistin, Gänseblümchen. 2 Erzählungen. Habbel, Regensburg 1907.